# Antoni Łomnicki
Antoni Marian Łomnicki (Leópolis,  17 de janeiro de 1881 — Leópolis,  4 de julho de 1941) foi um matemático polonês.
Foi membro da Escola de Matemática de Leópolis e da Sociedade Científica de Varsóvia, em 1938.
Łomnicki estudou na Universidade de Leópolis e na Universidade de Göttingen. Em 1920 foi professor da Universidade Politécnica de Leópolis, onde Stefan Banach foi seu assistente.
Foi morto em 4 de julho de 1941 no massacre dos professores de Leópolis.
Em dezembro de 1944, Stefan Banach escreveu a seguinte homenagem a Łomnickiː
Natural de Lwów, ele trabalhou por mais de vinte anos como professor de matemática na Universidade de Tecnologia de Lwów. Ele preparou centenas de engenheiros para sua profissão. Eu era sua assistente. Ele foi o primeiro a incutir em mim a importância e a responsabilidade da tarefa de um professor. Ele era um educador incomparável, um dos melhores que já conheci. Foi autor de diversos livros escolares populares e também de livros didáticos de análise avançada para tecnólogos, superando em qualidade os publicados no exterior. Seu trabalho no campo da cartografia foi de alto nível. Igualmente eficazes foram seus esforços pedagógicos e de ensino. O professor Łomnicki tinha uma energia tremenda e uma grande ética de trabalho

## Biografia
- Zygmunt Albert: Kaźń profesorów lwowskich – lipiec 1941. Studia oraz relacje i dokumenty zebrane i oprac. przez Zygmunta Alberta, Wydawnictwo Uniwersytetu Wrocławskiego, Wrocław 1989, ISBN 83-229-0351-0 wersja elektroniczna